# Massacre de la Glacière
La massacre de la Glacière va tenir lloc al palau papal d'Avinyó la nit del 17 d'octubre del 1791. L'assassinat de Lescuyer, secretari de la ciutat, per part d'una multitud de "papistes" enutjats per una qüestionable confiscació de béns, al convent de Cordeliers, va provocar unes detencions arbitràries de sospitosos, que seguides d'un mal judici i l'execució de la condemna per part de botxins inexperts dirigits pel fill de l'assassinat, va provocar un veritable bany de sang. La salvatge massacre de la Glacière, dramatitzada en gravats populars, va ser traumàtica per a la regió i es va popularitzar entre el públic lector de l'Edat de la il·lustració, causant gran desassossec durant tota una generació. Jules Michelet va dedicar a la massacre, dos capítols de la seva Història de la Revolució.

## Origen del nom de la torre de la Glacière

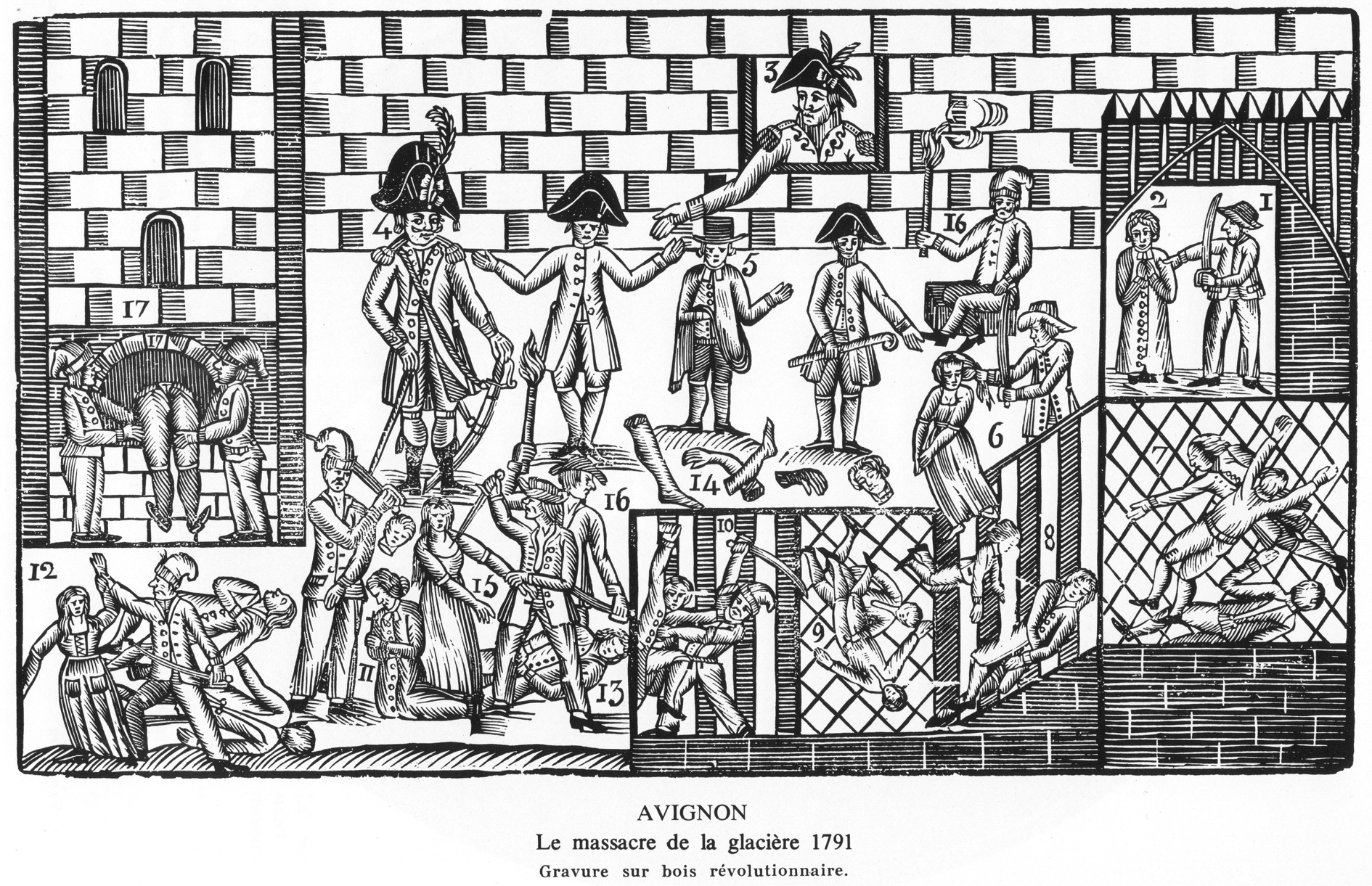
Barretines: Massacre de la Glacière, gravat s.XVIII.

El nom primitiu era, torre de les latrines i datava de l'estada dels papes. Es troba a la façana est de l'antic palau, al costat sud i directament al costat de la torre Trouillas. Hi havia dos pisos de latrines que es corresponien amb les dues galeries del claustre. La seva fossa es regava recollint l'aigua de pluja del claustre i es desaiguava en un gran clavegueram abans de desembocar al Durançole i al Roine. Aquesta fossa s'utilitzava com a nevera artificial en temps del papat i va romandre amb el nom de Tour de la Glacière després de la massacre d'octubre de 1791. A la part superior de la torre hi havia la residència del capità del palau. Més tard, en el volum 7 del seu Dictionnaire raisonné de l'architecture française du XIe al XVIe siècle, Viollet-le-Duc va batejar aquesta torre amb el nom de Tour de l'Estrapade en memòria de la massacre.

## Antecedents

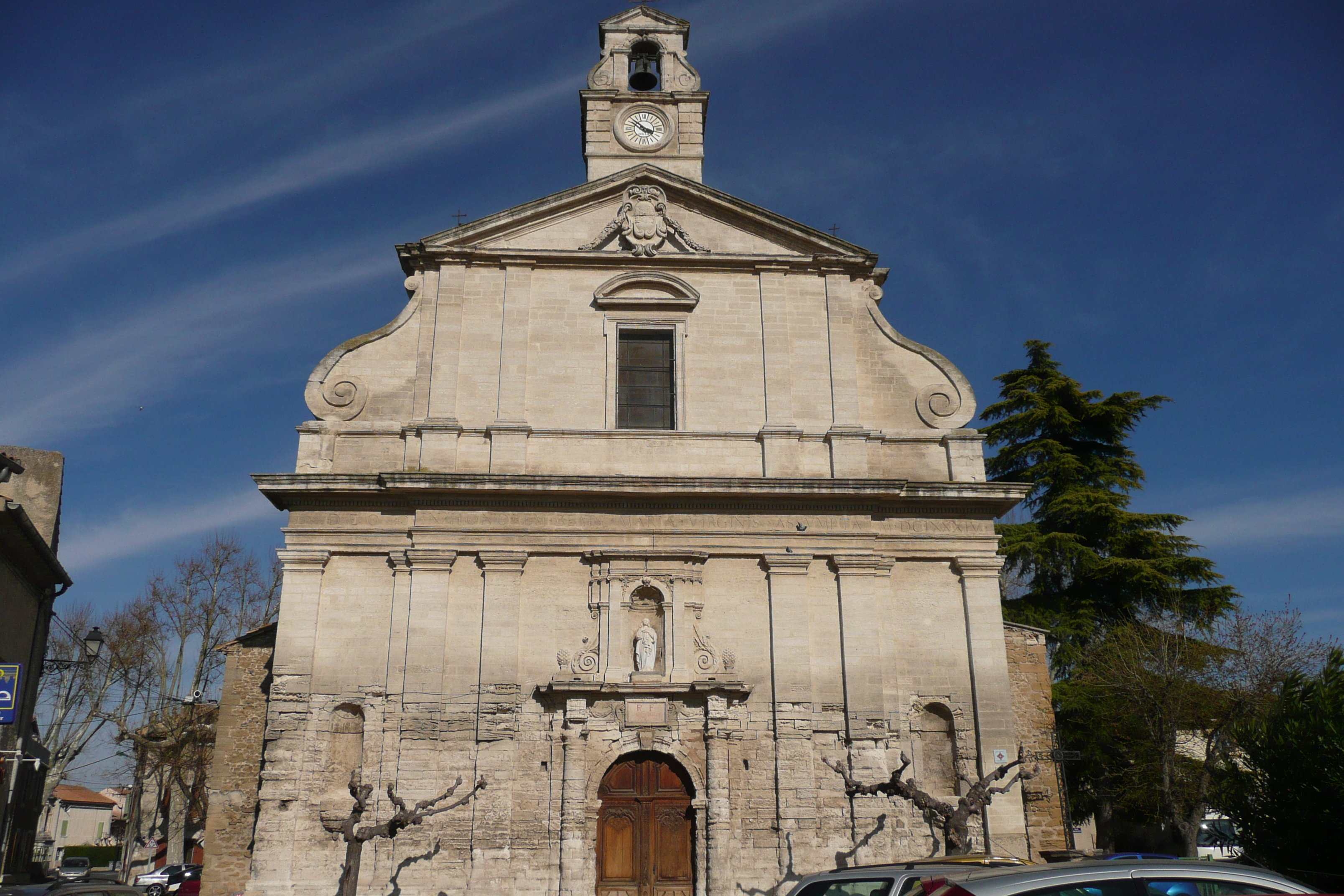
L'església de Saint-Laurent de Bédarrides en la qual es va votar l'adhesió del comtat Venaissin i Avinyó a França

Els avenços i les conquestes polítiques de la Revolució, tant a París com a totes les províncies, havien despertat passions a Avinyó i al Comtat Venaissin. La ciutat papal, governada pel vice-legat de Roma, va continuar sent l'únic enclavament estranger sobirà al territori francès. Els Avinyonesos pro-francesos, que havien adoptat la constitució francesa, van escollir un nou consistori el 14 de març de 1790 i, van expulsar el vice-legat Filippo Casoni el següent 23 de juny.
Es va escollir un nou consistori el 23 de novembre de 1790, amb un comerciant al capdavant, Antoine-Agricol Richard. Era del partit dels “moderats” i es va unir aviat al bàndol dels “papistes”. Tot i les reticències de la representació nacional francesa a annexar Avinyó i el Comtat, els "patriotes pro-república" es van reunir a l'església de Saint-Laurent a Bédarrides, el 18 d'agost de 1791 i van votar la seva vinculació a França per una forta majoria: el recompte de les urnes va ascendir a 101046 vots favorables a l'annexió, d'un total de 152919.
Aquest fet es considera un dels primers actes en expressar el “dret dels pobles a l'autodeterminació”. El 14 de setembre de 1790 davant d'aquest fet consumat, l'Assemblea Constituent va proclamar que els estats d'Avinyó i el Comtat havien passat a formar part integral de l'Imperi francès.

## Fets
Però els fets esdevinguts van suscitar la reacció d'una part de la població que va romandre fidel al govern papal. l'Assemblea Constituent va preferir evitar conflictes amb el Papa, deixant la decisió al rei Lluís XVI, que era competent en matèria diplomàtica, i, en ser rebutjada la proposta dels "patriotes", els desordres que van seguir durant mesos entre els dos partits enfrontats, el dels revolucionaris contra el dels aristòcrates units al clergat refractari, va provocar una greu tragèdia: l'administrador Lescuyer, sospitós infundadament d'haver organitzat la confiscació dels béns papals, va ser linxat per una multitud de "contrarevolucionaris" l'octubre de 1791; entre ells es creu que hi havia l'exalcalde de la ciutat.
En represàlia, una seixantena de persones van ser tancades a la Glacière, una de les torres del Palau dels Papes d'Avinyó, per iniciativa del líder revolucionari Mathieu Jouve Jourdan i allí massacrades i mutilades. Algunes de les víctimes van ser assassinades, personalment, pel fill de 16 anys de Lescuyer. L'organizador de la masacre, Jourdan, va ser jutjat per un tribunal revolucionari, amnistiat el 1792 sota pressió del partit jacobí i finalment executat el 27 de maig de 1794.